# Modra
Pour les articles homonymes, voir Modra (homonymie).
Modra (en allemand : Modern ; en hongrois : Modor ; en latin : Modorinium) est une ville du district de Pezinok, dans la région de Bratislava, en Slovaquie. Sa population s'élevait à 8 785 habitants en 2013.

## Géographie
Modra est située à 25 km au nord-est de Bratislava.

## Administration
La commune de Modra se compose de quatre quartiers :
- Modra (ville), en allemand : Modern ;
- Kráľová, en allemand : Königsdorf ;
- Harmónia, en allemand : Harmonie ;
- Piesok, en allemand : Sand.

## Symboles

### Armoiries
Les armoiries de Modra se blasonnent ainsi :
Parti : au 1) d’or à un cep de vigne pampré de quatre pièces et fruité de trois de sinople, posé sur un mont de trois coupeaux de même; au 2) de gueules à trois fasces d'argent.
L'année 1607 a amené une évolution des armoiries de la ville. À cette date, le roi Rodolphe II a promu Modra « ville libre royale », et il a ajouté dans ses armoiries les symboles du royaume de Hongrie. La moitié droite (la « senestre » héraldique, le « 2 » du blasonnement ci-dessus)) a été remplacée par les bandes alternées de rouge et de blanc (gueules et argent héraldiques) Toutefois des huit « bandes » issues des armoiries de Hongrie sont réduites à sept pour Modra, ce qui n'est pas sans soulever problème, car héraldiquement c'est très différent: on passe d'un bandé de gueules et d'argent de huit pièces à un de gueules à trois fasce d'argent. La miniature représentée sur le décret de 1607 a servi de modèle pour les armoiries de Modra, cette miniature prononçant formellement l'état suprême de la ville dans le passé.

### Drapeau
Les couleurs de base des drapeaux et fanions de Modra dérivent de celles des armoiries. La première couleur, le vert dérive de celui de la vigne, et l'or (jaune), de la première moitié des armoiries. Le drapeau de la ville a deux bandes coloriées : une bande verte en haut, et en bas, une bande de couleur jaune. Le rapport de transformation du drapeau et du fanion est de 2 à 3 (rapport de la largeur à la longueur).

### Sceau
L'estampille de la ville comporte les armoiries de la ville au milieu entourée de l'épigraphe « Mesto Modra ».

## Histoire
Les premières traces d'habitat remontent au IIIe millénaire avant notre ère et la première habitation permanente date de l'époque de la Grande Moravie, lors de l'installation des Slaves dans la région. La première mention écrite de Modra apparaît en 1158, dans un document de Géza II de Hongrie. Modra appartenait à cette époque à l'évêque de Nitra. Elle a été reconstruite par les colonisateurs allemands en 1241, à la suite de l'invasion mongole.
Ses vignobles, fierté de Modra, sont mentionnés pour la première fois en 1321. Ce fut grâce à eux que Modra, petite colonie de Haute-Hongrie, acquit les privilèges d'une ville libre royale en 1361. Les fortifications de la ville, dotées de trois entrées, ont été construites de 1610 à 1647. Modra est devenue un centre important d'artisanat dès le XVIIe siècle.
L'industrie de la céramique et la production de la maïolique ont commencé au XIXe siècle. Une école de céramique s'est établie en 1883. C'est dans cette école qu'a été créé l'art des Habaners, céramistes soi-disant slovaques. La ligne de chemin de fer de Bratislava à Trnava contourne la ville à cause du refus de la municipalité en 1840 de voir pénétrer le train dans la ville.
L'astéroïde (24959) Zielenbach de la ceinture principale fut découvert le 3 octobre 1997 à Modra par Adrián Galád et Alexander Pravda.

## Maires
| Période | Période  | Identité        | Étiquette   | Qualité |
| ------- | -------- | --------------- | ----------- | ------- |
| 1994    | 1998     | Vladimír Medlen | Indépendant |         |
| 1998    | 2002     | Vladimír Medlen | Indépendant |         |
| 2002    | 2002     | Vladimír Medlen | Indépendant |         |
| 2006    | En cours | Peter Majtán    |             |         |

## Jumelages
- Benátky nad Jizerou (Tchéquie)
- Hustopeče (Tchéquie)
- Overijse (Belgique)
- Martres-Tolosane (France)

## Population
| Année:               | 1994. | 2004.   | 2014.   | 2024.   |
| -------------------- | ----- | ------- | ------- | ------- |
| Nombre de personnes: | 8409  | 8657    | 8817    | 9160    |
| Différence:          |       | +2,94 % | +1,84 % | +3,89 % |

| Année:               | 2023. | 2024.   |
| -------------------- | ----- | ------- |
| Nombre de personnes: | 9201  | 9160    |
| Différence:          |       | -0,44 % |

Constitution ethnique de la population en 2001 :
- Slovaques : 97,41 %
- Tchèques : 1,00 %
- Hongrois : 0,41 %
- Allemands : 0,16 %
- Russes : 0,06 %
- Roms : 0,04 %

Composition religieuse de la population en 2001 :
- Catholiques romains : 52,60 %
- Evangélistes : 25,77 %
- Catholiques byzantins : 0,28
- Sans confession : 15,03 %

## Culture et patrimoine

### Musées
- Musée de Ľudovít Štúr (Štúrova 54, 900 01 Modra) ;
- Chambre commémorative de Ľudovít Štúr ;
- Galerie d'Ignác Bizmayer ;
- Musée de la céramique (Súkenická 41, 900 01 Modra).

### Architecture
Les plus intéressants monuments de la ville sont l'église catholique romaine St.-Étienne, construite en 1876, et l'église St.-Jean-Baptiste des XIVe siècle et XVIIe siècle. On trouve également d'intéressantes chapelles, et plus particulièrement la chapelle dédiée à Notre-Dame aux Neiges, bâtie en 1740, ou la chapelle dédiée à St.-Michel et à Ste-Marie-Madeleine, bâtie en 1876.

### Sports
Parmi les activités sportives organisées à Modra, on compte notamment :
- FC Slovan Modra, club de football ;
- SLOVAN MODRA, équipe de handball ;
- TJ Slovan MODRA, équipe masculine de volleyball ;
- HC ORLY MODRA ;
- et le club de sport « Les petites Carpates » : alpinisme, tourisme.

En outre, on peut aussi évoquer le club d'échecs de Modra.

### Événements réguliers

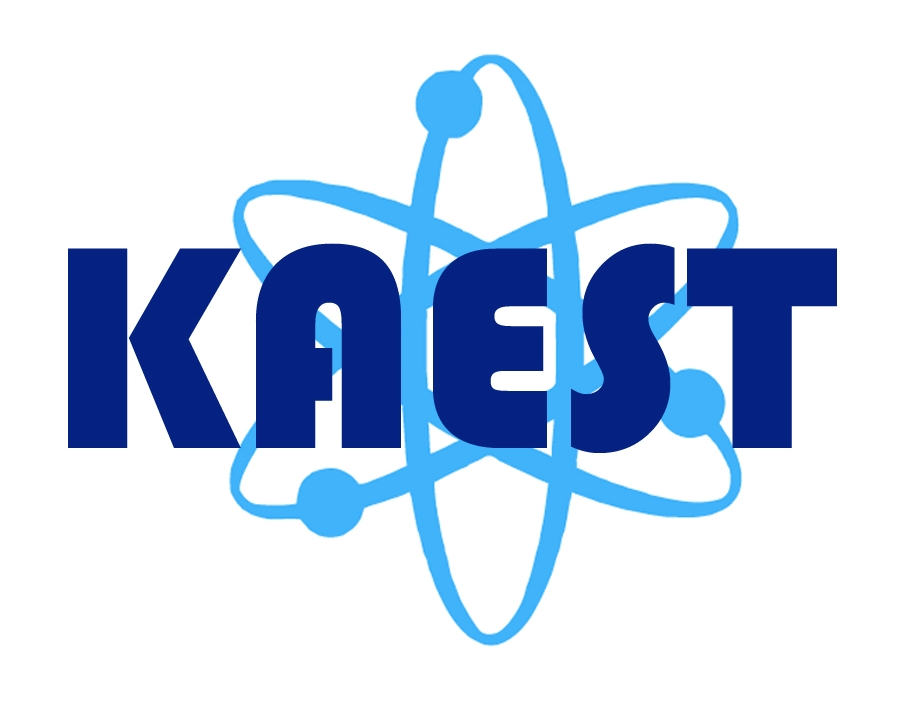
Logo de la conférence pour l'application de l’espéranto en sciences et technologie (KAEST).

- Malokarpatské vinobranie : les vendanges se déroulent régulièrement chaque troisième semaine du mois de septembre ;
- Vitis Aurea : expo-dégustation des vins professionnels ;
- VINOFORUM : exposition internationale des vins se déroulant lors de Malokarpatské vinobranie ;
- Journée de découverte des caves : les viticulteurs de la région des Petites Carpates ouvrent leurs caves chaque année aux visiteurs ;
- Fête de l'argile : un événement pour les céramistes qui se tient en règle générale le premier week-end de mois de septembre.
- Depuis 2010, chaque année paire vers fin octobre ou courant novembre, se déroule la conférence pour l'application de l’espéranto en sciences et technologie, KAEST (eo)[7].

## Économie et infrastructures

### Enseignement
- Écoles maternelles : École maternelle, rue des Partisans, École maternelle, rue de Kalinciak, École maternelle, rue de Sladkovic.
- Écoles primaires : École primaire Ľ. Štúr, École primaire, rue Vajanského No. 93, École primaire artistique.
- Écoles secondaires : Gymnasium de Karol Štúr, Académie pédagogique et culturelle, Établissement scolaire forestier, École secondaire vinicole et de pomologie.
- Université : Institut astronomique de la faculté de mathématique, physique et informatique de l'Université Comenius de Bratislava (Astronomické observatórium Modra).

## Personnalités liées à Modra
- Martina Šimkovičová (1971-), présentatrice de télévision et femme politique, y est née.